# Potamotrygon constellata
Potamotrygon constellata és una espècie de peix pertanyent a la família dels potamotrigònids.

## Descripció
- Fa 62 cm de llargària màxima.[6][7][8]

## Hàbitat
És un peix d'aigua dolça, potamòdrom, bentopelàgic i de clima tropical.

## Distribució geogràfica
Es troba a Sud-amèrica: conques dels rius Amazones i Solimões.

## Observacions
És inofensiu per als humans.